# Impuesto de congestión de Estocolmo

Señal oficial en Suecia para avisar el cobro de peajes.

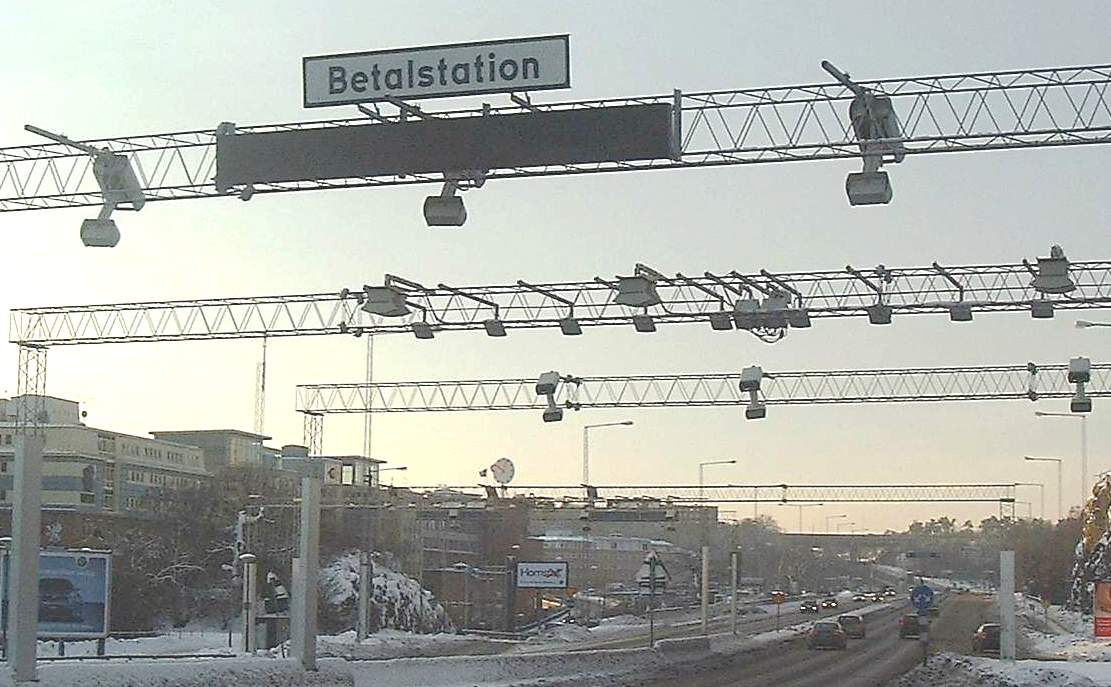
Punto de control en Liljeholmen.

El Impuesto de congestión de Estocolmo (Sueco: Trängselskatt i Stockholm), es un sistema de peajes urbanos fundamentado en el concepto económico de tarifas de congestión. Este cargo corresponde a un impuesto que es cobrado a todos los vehículos entrando y saliendo del centro de la ciudad de Estocolmo, Suecia. El impuesto de congestión fue implantado en forma permanente a partir del 1 de agosto de 2007, después de un período de prueba de siete meses que se realizó entre el 3 de enero y el 31 de julio de 2006.
Con base en los principios de tarifas de congestión, el objetivo principal del impuesto es reducir la congestión de tránsito y disminuir la contaminación ambiental (atmosférica y acústica) en el centro de Estocolmo. Los fondos recaudados con este tributo serán utilizados para la construcción de nuevas vías, en y alrededor de la ciudad. El impuesto de congestión es deducible del impuesto sobre la renta tanto para los usuarios privados como para los comerciales. Las personas físicas pueden deducir este impuesto para los viajes de negocios, y para los viajes entre el hogar y su lugar de trabajo según reglas predefinidas con respecto al viaje equivalente por transporte público. Las personas jurídicas en actividades comerciales pueden deducir todos los gastos del impuesto de congestión.

## Área de influencia
El área donde se cobra el impuesto de congestión es todo el centro de la ciudad de Estocolmo, que incluye Södermalm, Norrmalm, Östermalm, Vasastaden, Kungsholmen, Stora Essingen, Lilla Essingen y Djurgården.
El cobro del tributo se realiza en forma automatizada en puntos de control (en sueco betalstation, literalmente estación de pago), mediante el uso tecnología de cobro electrónico de peajes en todas las entradas de esta área. El impuesto de congestión se paga tanto al entrar como al salir de esta área.

## Importe del impuesto cobrado
El monto del impuesto a pagar depende de la hora del día en que el usuario entra o sale del área gravada con el impuesto. No se cobra los sábados, domingos, ni en los feriados oficiales o el día anterior de un feriado, ni tampoco durante las noches.  (18:30 – 06:29), y todo el mes de julio es exento. El monto máximo del impuesto por vehículo por día es de 60 SEK (6.52 EUR, 8.91 USD).
| Hora del día  | Impuesto | En otras monedas¹  |
| ------------- | -------- | ------------------ |
| 00:00 – 06:29 | 0 SEK    |                    |
| 06:30 – 06:59 | 10 SEK   | 1.09 EUR, 1.48 USD |
| 07:00 – 07:29 | 15 SEK   | 1.63 EUR, 2.23 USD |
| 07:30 – 08:29 | 20 SEK   | 2.17 EUR, 2.97 USD |
| 08:30 – 08:59 | 15 SEK   |                    |
| 09:00 – 15:29 | 10 SEK   |                    |
| 15:30 – 15:59 | 15 SEK   |                    |
| 16:00 – 17:29 | 20 SEK   |                    |
| 17:30 – 17:59 | 15 SEK   |                    |
| 18:00 – 18:29 | 10 SEK   |                    |
| 18:30 – 23:59 | 0 SEK    |                    |

1/ Se muestra el impuesto de congestión en otras dos monedas para efectos de comparación. Las tasas de cambio corresponden al 1 de agosto de 2007, cuando entró en vigor el cobro del tributo en forma permanente.